# مارتینی، میشیگان
مارتینی (به انگلیسی: Martiny Township) یک منطقهٔ مسکونی در ایالات متحده آمریکا است که در شهرستان میکوستا، میشیگان واقع شده‌است.
 مارتینی ۹۱٫۸ کیلومتر مربع مساحت و ۱٬۶۰۶ نفر جمعیت دارد و ۳۱۱ متر بالاتر از سطح دریا واقع شده‌است.